# Tulcán
Tulcán (celým názvem San Miguel de Tulcán) je město v severním Ekvádoru. Má přibližně 57 tisíc obyvatel a je hlavním městem provincie Carchi. Tvoří přeshraniční hospodářský celek s kolumbijským městem Ipiales; spojuje je most Rumichaca, přes který vede dálnice Panamericana.
Tulcán leží v hornatém regionu Sierra v nadmořské výšce 2 980 m a patří k nejchladnějším místům Ekvádoru: průměrná teplota se pohybuje mezi pěti a šestnácti stupni Celsia. Nedaleko města se vypíná sopka Cumbal. Rezervace El Ángel ležící jižně od Tulcánu je známá porostem klejovky.
Název města pochází z domorodého výrazu Hul-Can – válečník. Nedaleká řeka Carchi tvořila severní hranici Incké říše. V roce 1923 byl Tulcán poškozen zemětřesením.
V okolí se pěstují brambory, obilí, luštěniny, cukrová třtina a kávovník. Sídlí zde televizní stanice Nortvisión, město má polytechnickou univerzitu. Nachází se v něm divadlo Teatro Lemarie a veřejný park Parque de la Independencia, turistickému ruchu slouží mezinárodní letiště Teniente Coronel Luis A. Mantilla. V blízkosti města se nacházejí termální lázně Aguas Hediondas.
Zdejší zajímavostí je památkově chráněný hřbitov se sochami z cypřiše, které vytvářel od roku 1936 José Maria Azael Franco.